# Pablo Maffeo
Pablo Carmine Maffeo Becerra (født 12. juli 1997) er en spansk fodboldspiller, som spiller for den tyske klub VfB Stuttgart.
Han var sidste sæson lånt ud til den spanske oprykkerklub Girona FC som endte tier i deres første sæson i den bedste spanske række. Han spillede hele 47 kampe og scorede et enkelt mål. Han var i hans ungdoms år Manchester City spiller. I den engelske storklub blev det ikke til nogen kampe.
1. ↑  www.bdfutbol.com, hentet 29. november 2022 (fra Wikidata).
2. ↑  www.bdfutbol.com, hentet 29. november 2022 (fra Wikidata).